# Střelba ve zlínské tiskárně
Střelba ve zlínské tiskárně Graspo (zkratka pro Grafická společnost) se odehrála ve čtvrtek 24. září 2009 před 8. hodinou ráno v místní části Louky. 55letý muž a bývalý zaměstnanec tiskárny postřelil dva vedoucí pracovníky a poté obrátil legálně drženou pistoli proti sobě. Motivem byla pomsta. Jedna z obětí útok přežila, druhá zemřela.
Šlo o vůbec první případ v České republice, kdy se zaměstnanec mstil střelbou na své nadřízené. V srpnu 2003 se stal obdobný případ, když se 52letý pracovník Železáren a drátoven Bohumín s revolverem v ruce dožadoval zrušení výpovědi, ke střelbě však nedošlo. Činy tohoto druhu jsou poměrně běžné ve Spojených státech amerických.

## Průběh a okolnosti útoku
Ve čtvrtek 24. září 2009 krátce před 8. hodinou ranní se dostal bývalý 55letý zaměstnanec tiskárny Graspo ve zlínské čtvrti Louky Ladislav S. zadem přes plot dovnitř areálu. Ve dvoře u nákladní rampy narazil na o rok mladšího spolumajitele firmy, kterého postřelil legálně drženou pistolí ČZ vzor 83 ráže 9 mm Browning do oblasti krku a třísla. Muže zachránilo, že si rukou instinktivně kryl obličej. Kulka poranila ruku a zasáhla bradu. Postřelený šéf přijel ráno do práce i s pětiletou dcerou, kterou zanechal na sekretariátu a s kolegou na moment odjel. Po jeho návratu došlo ke střelbě.
Útočník pak šel do kanceláře, kde poté nalezl 41letého manažera, kterého střelil do hlavy. Následně se odebral do jedné z kanceláří, kde obrátil zbraň proti sobě a prostřelil si hlavu.
Všechny tři zainteresované osoby byly převezeny v kritickém stavu do Krajské nemocnice T. Bati ve Zlíně. Útočník zde skonal několik hodin po převozu, 41letý manažer zemřel následující den v pátek 25. září odpoledne krátce před 15:30. 54letý šéf tiskárny střelbu přežil.
Ladislav S. pracoval v tiskárně od svého vyučení – téměř 35 let. Vypracoval se postupně na pozici směnového mistra a od roku 2002 do dubna 2009 působil i v dozorčí radě. Později byl suspendován na pozici tiskaře a nakonec pro hrubé porušení pracovní kázně propuštěn. Jeden z jeho kolegů uvedl, že dotyčný byl v kolektivu oblíbený, ale měl spory s vedením firmy, což zřejmě vyústilo v jeho propuštění několik dní před útokem. Další konstatoval, že Ladislav S. nepřišel o víkendu na směnu do práce, čímž dal novému výrobnímu řediteli, který nebyl mezi řadovými zaměstnanci oblíben, záminku k vyhazovu.

Matka střelce uvedla, že její syn udržoval dlouhou dobu s postřeleným spolumajitelem přátelský vztah, jezdili spolu na dovolenou, hrávali tenis. Po nástupu nového výrobního ředitele (druhá oběť) se vztahy změnily. To potvrdila i další zaměstnankyně, která uvedla, že pachatel se se spolumajitelem znal od mala, spolu vystudovali a bydleli vedle sebe. Další lidé, kteří Ladislava S. znali z práce, vypověděli, že motivem mohla být odplata za bossing – šikanu na pracovišti ze strany 41letého manažera, který ho měl sesadit z funkce směnového mistra na tiskaře, přehazovat mu pracovní směny a udělovat finanční postihy.

## Události po útoku
Vedení tiskárny reprezentované členem představenstva Luborem Kalužou a finančním ředitelem Pavlem Krystkem uvedlo v tiskovém prohlášení, že jejich bývalý zaměstnanec byl propuštěn ze zaměstnání kvůli opakovanému hrubému porušování pracovní kázně. Před budovou areálu byla vyvěšena černá vlajka. Zaměstnanci společnosti dostali zákaz vyjadřovat se pro média. Někteří z nich však rozhovor tisku anonymně poskytli.
Den po útoku, v pátek 25. září 2009, nastala ve firmě další dramatická situace. Opilý 58letý zaměstnanec tiskárny vyhrožoval, že všechny postřílí, poté se dostal do potyčky s ochrankou. Byl zadržen Policií ČR a umístěn do cely, kde mu byla naměřena hladina 3 promile alkoholu v krvi. Hrozil mu trest ročního odnětí svobody za trestný čin násilí proti skupině obyvatel. Během incidentu u sebe neměl žádnou zbraň, poté se však v jeho pracovní skříňce našly tři nelegálně držené střelné zbraně (dvě perkusní pistole a jeden revolver), díky tomu mu hrozil další roční trest za nedovolené přechovávání zbraní.

## Vyjádření psychologů
Dle psychologa Michala Perničky člověk může po ztrátě zaměstnání uvažovat nad sebevraždou či dokonce vraždou, ale realizace takového činu je velmi nepřiměřená a neobvyklá. Psycholog Pavel Konečný uvedl, že takové jednání mohlo vzniknout jako důsledek frustrace, stresu a nejistoty, přičemž mohlo být i důsledně naplánováno. Odhodlání ke kriminálnímu skutku může posílit i konzumace alkoholu nebo jiných návykových látek.